# Xã Marrs Hill, Quận Washington, Arkansas
Xã Marrs Hill (tiếng Anh: Marrs Hill Township) là một xã thuộc quận Washington, tiểu bang Arkansas, Hoa Kỳ. Năm 2010, dân số của xã này là 1.003 người.